# Lyopsetta exilis
Lyopsetta exilis е вид лъчеперка от семейство Pleuronectidae, единствен представител на род Lyopsetta.

## Разпространение
Видът е разпространен в Канада, Мексико и САЩ (Аляска, Вашингтон, Калифорния и Орегон).